# Look Pleasant, Please
Look Pleasant, Please è un cortometraggio muto del 1918 diretto da Alfred J. Goulding. La comica è interpretata da Harold Lloyd.

## Trama
L'operatore di uno studio fotografico sembra interessato solo a flirtare con le donne. Dopo averlo schiaffeggiato ad una sua avance, una donna telefona a suo marito affinché venga ad ucciderlo. Non sapendo cosa fare, Harold entra casualmente nello studio e gli viene offerto di gestire il negozio.